# Моя блестящая карьера (фильм)
«Моя блестящая карьера» (англ. My Brilliant Career) — драма австралийского режиссёра Джиллиан Армстронг по одноимённому роману австралийской писательницы Майлз Франклин. Премьера фильма состоялась в мае 1979 года в рамках Каннского кинофестиваля. Картине был присвоен рейтинг G.

## Сюжет
Сибилла Мелвин — упрямая, свободная девушка, выросшая в конце XIX века в Австралии, не хочет жить и работать на ферме. Её родители, несогласные с мечтами дочери о лучшей жизни, отправляют Сибиллу вместе с её бабушкой в путешествие. За девушкой начинают ухаживать двое местных мужчин: животновод Фрэнк Хоудон и Гарри Бичем, богатый друг её детства, к которому у Сибиллы просыпаются чувства.
Сибилла проводит время в родовом поместье Гарри и всё больше влюбляется в него. Фрэнк распускает о них грязные слухи, что приводит к ухудшению отношений между влюблёнными. Гарри делает Сибилле предложение руки и сердца, но та не может сейчас выйти за него замуж и просит подождать, пока она не добьётся успеха.
Из-за финансовых трудностей в семье, Сибилла устраивается обучать детей неграмотного соседа, которому её отец должен деньги. После её возвращения домой Гарри снова предлагает девушке выйти за него замуж, но та снова отвергает его, заявив, что намерена стать писателем.

## В ролях
| Актёр            | Роль            |
| ---------------- | --------------- |
| Джуди Дэвис      | Сибилла Мелвин  |
| Сэм Нилл         | Гарри Бичем     |
| Уэнди Хьюз       | тётя Хелен      |
| Роберт Грубб     | Дженни          |
| Макс Каллен      | мистер Максуотт |
| Эйлин Бриттон    | бабушка Боссье  |
| Питер Уитфорд    | дядя Джулиус    |
| Патриция Кеннеди | тётя Гасси      |
| Алан Хопгуд      | отец            |
| Джулия Блейк     | мать            |
| Дэвид Франклин   | Хорас           |

## Награды и номинации
- 1979 — Номинация на «Золотую пальмовую ветвь» 32-го Каннского кинофестиваля — Джиллиан Армстронг[4]
- 1979 — Премия австралийского киноинститута[5]:
  - лучший фильм — Маргарет Финк
  - лучший режиссёр — Джиллиан Армстронг
  - лучший адаптированный сценарий — Элинор Уиткомб
  - лучший оператор — Дональд Макальпин
  - лучший художник-постановщик — Лучана Арриги
  - лучший художник по костюмам — Анна Сеньор
  - номинация на лучшую актрису — Джуди Дэвис
  - номинация на лучшего актёра второго плана — Роберт Грубб
  - номинация на лучшую актрису второго плана — Эйлин Бриттон, Уэнди Хьюз и Патриция Кеннеди
  - номинация на лучший монтаж — Николас Бьюмэн
  - номинация на лучший монтаж звука — Дон Кармоди, Грег Белл и Питер Фентон
- 1980 — Премия канзасского кружка кинокритиков за лучший иностранный фильм[6]
- 1980 — Премия «Milli» австралийского сообщества кинооператоров — Дональд Макальпин[7][8]
- 1981 — Номинация на премию «Оскар» за лучший дизайн костюмов — Анна Сеньор[9]
- 1981 — Номинация на «Золотой глобус» за лучший иностранный фильм[10]
- 1981 — Премия «BAFTA»:[11]
  - лучшая женская роль — Джуди Дэвис
  - Самый многообещающий дебютант, исполнивший главную роль — Джуди Дэвис
- 1981 — Специальная Премия Лондонского кружка кинокритиков — Джиллиан Армстронг[12]

## Саундтрек
Саундтрек к фильму выпущен в 1980 году под лейблом «7 Records».. Музыка сочинена композиторами Роберт Шуман, Мэй Браге, Фермо Данте Маркетти , Феликс Мендельсон, Габриель Форе, Стивен Адамс, Шэрон Рашке, Рихард Вагнер, Фридерик Шопен. Среди исполнителей на альбоме присутствуют The Sydney String Quartet, Шэрон Рашке, The Harry Cotter Bush Band, Джон Хардинг, Элизабет Пауэлл.

### Список композиций
| Номер | Название трека                                              | Длительность |
| ----- | ----------------------------------------------------------- | ------------ |
| A1    | Main Theme — «Foreign Lands» — From «Scenes From Childhood» | 3:36         |
| A2    | Gavotte — French 18th Century                               | 2:23         |
| A3    | Bless this House                                            | 2:42         |
| A4    | Traumerei — From «Scenes From Childhood»                    | 3:15         |
| A5    | Fascination — Waltz                                         | 1:57         |
| A6    | Schottische                                                 | 1:37         |
| A7    | Song Without Words in D Major                               | 1:35         |
| A8    | After a Dream                                               | 2:47         |
| A9    | Main Theme (Reprise)                                        | 0:53         |
| B1    | The Holy City                                               | 4:46         |
| B2    | Waltz from Piano Quartet in Eb                              | 1:26         |
| B3    | Eumarella Shore — Medley                                    | 2:54         |
| B4    | Harry & Sybylla’s Duet                                      | 3:25         |
| B5    | Romanza                                                     | 3:59         |
| B6    | Largo Sonato in G Major                                     | 2:53         |
| B7    | Main Theme (Reprise)                                        | 0:53         |